# Callistocythere abjecta
Callistocythere abjecta is een mosselkreeftjessoort uit de familie van de Leptocytheridae. De wetenschappelijke naam van de soort is voor het eerst geldig gepubliceerd in 1966 door Schornikov.